# San Francisco de Coray
San Francisco de Coray is een gemeente (gemeentecode 1708) in het departement Valle in Honduras.
Het dorp bevindt zich op een kleine hoogvlakte, aan een rivier die ook San Francisco de Coray heet.

## Bevolking
De bevolking is als volgt verdeeld:
| Vrouwen | 4857 | 49,3% |
| Mannen  | 5002 | 50,7% |

## Dorpen
De gemeente bestaat uit zestien dorpen (aldea), waarvan het grootste qua inwoneraantal: San Francisco de Coray  (code 170801).

## Geboren in San Francisco de Coray
- 1839: Terencio Sierra, president van Honduras (1899–1903)